# A Közép-afrikai Köztársaság a 2000. évi nyári olimpiai játékokon
A Közép-afrikai Köztársaság az ausztráliai Sydneyben megrendezett 2000. évi nyári olimpiai játékok egyik részt vevő nemzete volt. Az országot az olimpián 2 sportágban 3 sportoló képviselte, akik érmet nem szereztek.

## Atlétika
Férfi
| Versenyző        | Versenyszám   | Selejtező | Selejtező | Döntő    | Döntő    |
| Versenyző        | Versenyszám   | Eredmény  | Helyezés  | Eredmény | Helyezés |
| ---------------- | ------------- | --------- | --------- | -------- | -------- |
| Mickaël Conjungo | Diszkoszvetés | 57,85 m   | 35.       | kiesett  | kiesett  |

Női
| Versenyző             | Versenyszám | Előfutam | Előfutam | Előfutam | Negyeddöntő | Negyeddöntő | Negyeddöntő | Elődöntő | Elődöntő | Elődöntő | Döntő   | Döntő    |
| Versenyző             | Versenyszám | Idő      | Hely.    | Össz.    | Idő         | Hely.       | Össz.       | Idő      | Hely.    | Össz.    | Idő     | Helyezés |
| --------------------- | ----------- | -------- | -------- | -------- | ----------- | ----------- | ----------- | -------- | -------- | -------- | ------- | -------- |
| Marie-Joëlle Conjungo | 100 m gát   | 13,95    | 7.       | 35.      | kiesett     | kiesett     | kiesett     | kiesett  | kiesett  | kiesett  | kiesett | kiesett  |

## Íjászat
Női
| Versenyző         | Versenyszám | Selejtező | Selejtező | 64-es főtábla                        | 32-es főtábla     | Nyolcaddöntő      | Negyeddöntő       | Elődöntő          | Döntő             | Helyezés |
| Versenyző         | Versenyszám | Pont      | Kiemelt   | Ellenfél Eredmény                    | Ellenfél Eredmény | Ellenfél Eredmény | Ellenfél Eredmény | Ellenfél Eredmény | Ellenfél Eredmény | Helyezés |
| ----------------- | ----------- | --------- | --------- | ------------------------------------ | ----------------- | ----------------- | ----------------- | ----------------- | ----------------- | -------- |
| Henriette Youanga | Egyéni      | 490       | 63.       | Natalia Valeeva (ITA) (2.) · 126-166 | kiesett           | kiesett           | kiesett           | kiesett           | kiesett           | 63.      |